# Pont du Palais
Le pont du Palais (en russe : Дворцо́вый мост,  Dvortsoviy Most) est un pont sur la Neva de Saint-Pétersbourg. C'est un des principaux symboles et attractions touristiques de la ville, et il constitue une des artères principales de la ville de Saint-Pétersbourg. 
Le pont est situé dans la partie centrale de la ville et relie la place du Palais où se trouve l'Amirauté avec l'île Vassilievski. Il a 250 mètres de longueur avec une largeur de 27 mètres.

## Mécanisme
Le moteur qui sert à ouvrir les 700 tonnes de chaque moitié du pont se compose de moteurs, d'énormes engrenages (dont certains sont encore ceux d'origine) et mille tonnes de contrepoids. Le mécanisme fonctionne de manière fiable, mais parfois se produisent de petits incidents. En octobre 2002, l'une des dents de l'engrenage s'est rompue, et le pont a été arrêté au milieu de son parcours, causant, par conséquent, un grand retard au passage des navires.

## Galerie

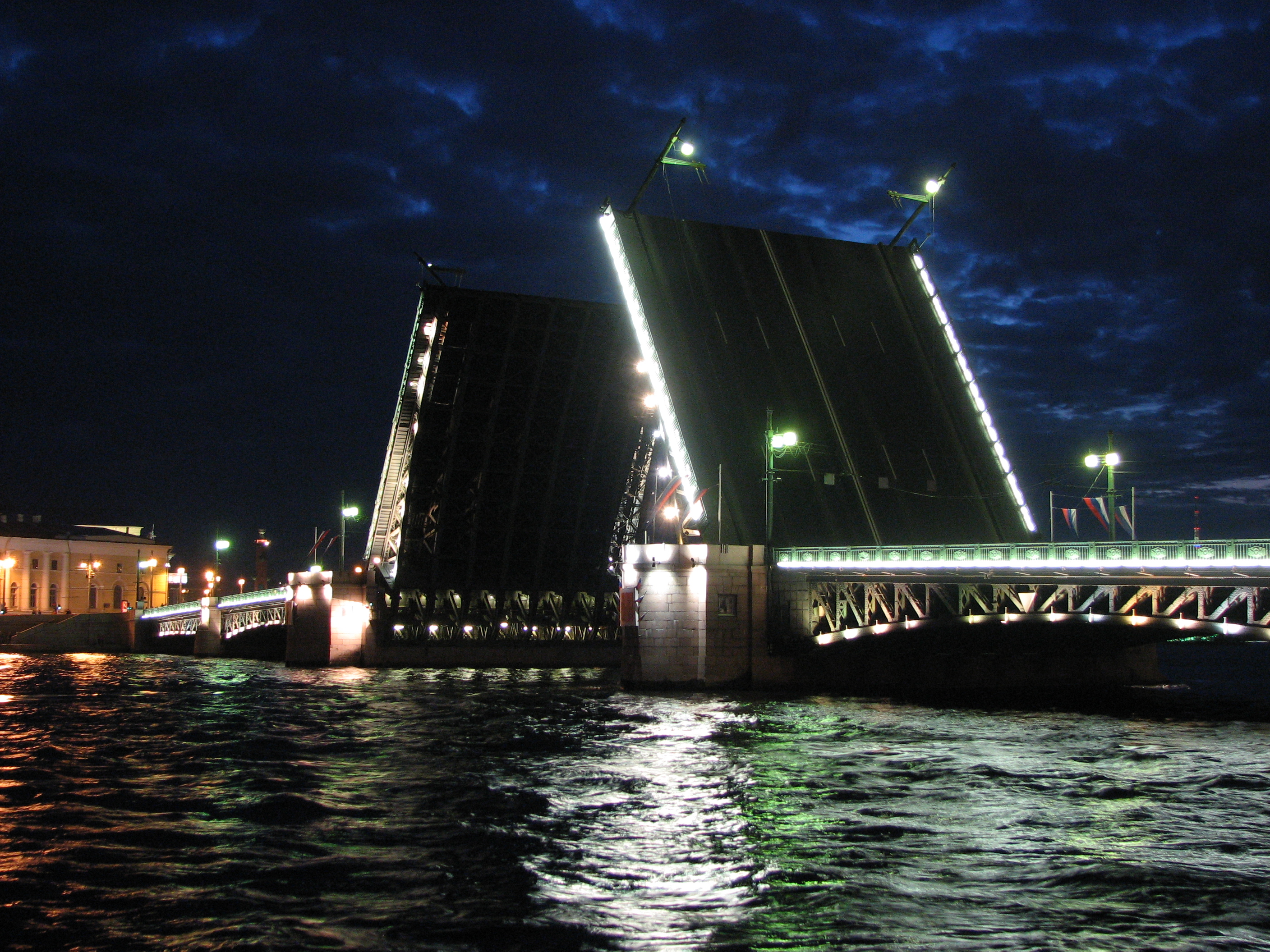
Vue du pont levé.
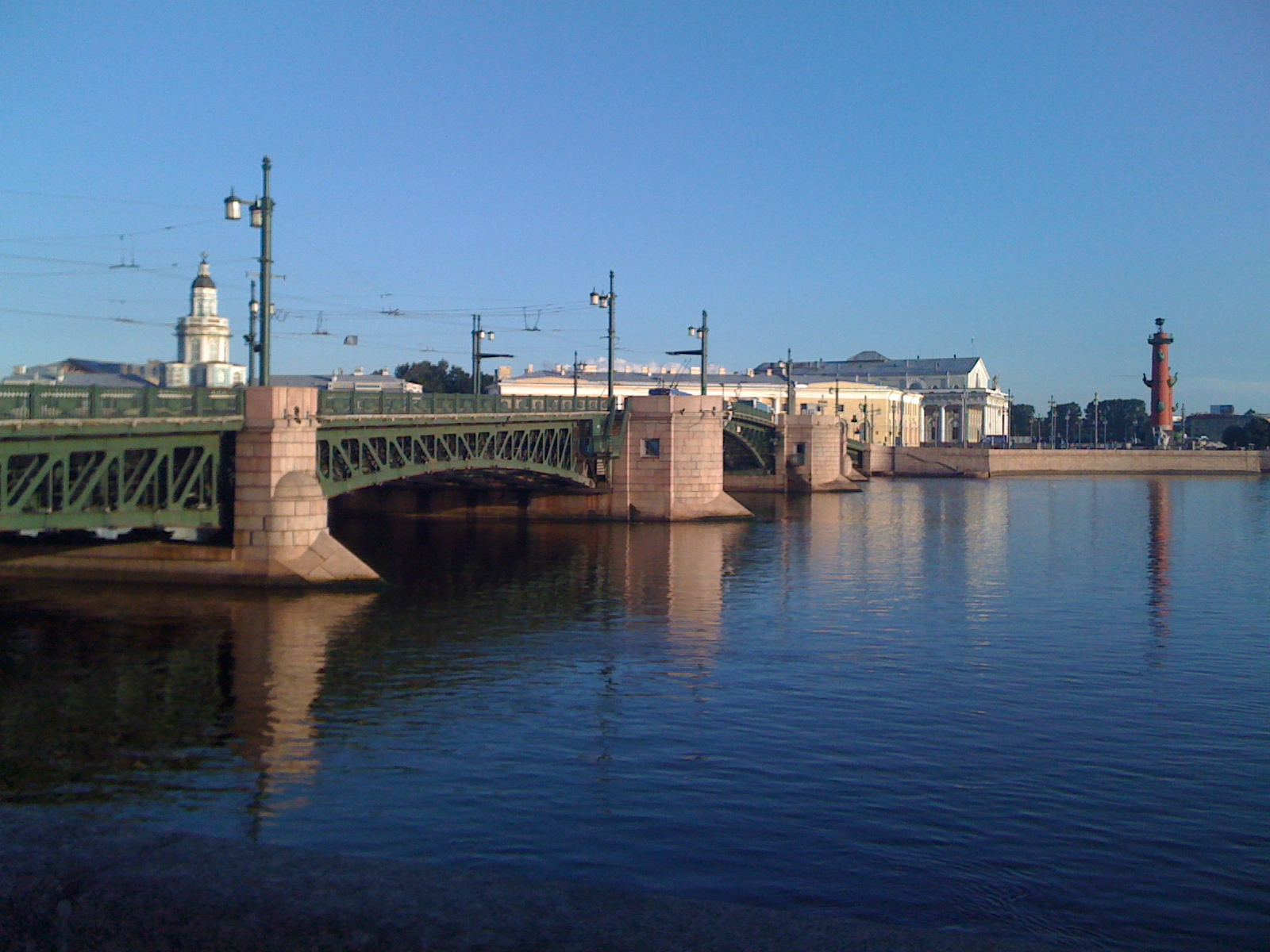
Vue du pont de jour.
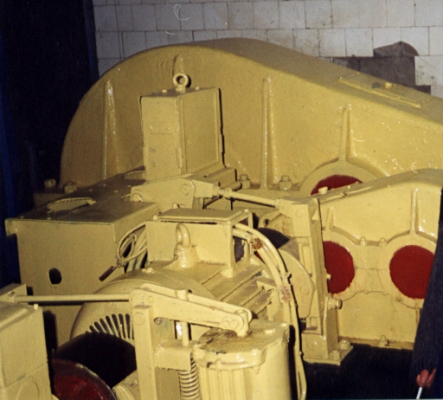
Un des moteurs d'ouverture du pont.